# Języki arapahońskie
Języki arapahońskie (arapaho-atsina) – grupa języków algonkiańskich z Wielkich Równin o wspólnym początku od języka arapaho. Mogą być też uważane za dialekty tego języka. Poza językiem-korzeniem pozostałe są wymarłymi lub niemal wymarłymi językami.

## Podział
Według Ethnologue i Marianne Mithun
- Język arapaho
- Język atsina
- Język besawunena†
- Język nawathinehena†
- Język ha'anahawunena†